# فرانك فيزكارا
فرانك فيزكارا (بالإنجليزية: Frank Vizcarra)‏ هو لاعب كرة قدم أمريكي في مركز الوسط، ولد في 20 سبتمبر 1955 في تيخوانا في المكسيك. لعب مع نادي غوادالاخارا.